# Scott Raynor
 (février 2017).
Si vous disposez d'ouvrages ou d'articles de référence ou si vous connaissez des sites web de qualité traitant du thème abordé ici, merci de compléter l'article en donnant les références utiles à sa vérifiabilité et en les liant à la section « Notes et références ».
Scott Raynor (né le 23 mai 1978 à Poway, Californie, États-Unis) fut un membre cofondateur du groupe californien de pop-punk Blink-182, jusqu'à son remplacement par Travis Barker lors de la tournée qui suivait le lancement de l'album Dude Ranch. Scott est également passionné pour les batteurs de jazz.
Il est désormais policier à San Diego

## Ses débuts
Dans son adolescence, il était un véritable fan du groupe Metallica. Il devint batteur lorsqu'il créa son premier groupe de musique avec quelques amis seulement parce qu'ils l'appelaient le "good instruments" ce qui signifie "celui qui a le rythme dans la peau". Tout d'abord passionné par le heavy-metal, il s'orienta progressivement vers le punk, ce qui l'amena rapidement à rejoindre Blink-182.

## Le groupeBlink-182(1992-1997)
En 1992, Scott Raynor et Tom Delonge fondèrent le groupe Blink qui devint plus tard Blink-182. En 1996, alors que la popularité du groupe était croissante, les parents de Scott décidèrent de déménager pour Reno dans le Nevada. Le groupe perdit alors son batteur qui fut remplacé un temps par Mike Krull. Ne parvenant pas à continuer sans son batteur, le groupe fit pression sur les parents de Scott afin que ce dernier vienne emménager dans la famille de Mark. Le groupe fut donc à nouveau réuni quelques mois plus tard et continua sa progression.

## La séparation (1997)
Malheureusement, durant une tournée de l'été 1997, alors que le groupe s'embarque dans une grande tournée, Scott se fait de plus en plus absent et c'est dans la surprise générale des fans que Scott est finalement exclu du groupe entre deux concerts de la tournée.

## Discographie

### Blink-182
- Blink-182 — Flyswatter (1992), batterie sur tout l'album.
- Blink-182 — Buddha (1994), batterie sur tout l'album.
- Blink-182 — Cheshire Cat (1994), batterie sur tout l'album.
- Blink-182 — Dude Ranch (1997), batterie sur tout l'album.